# 科技園站 (莫斯科)
科技園站（羅馬化：Tekhnopark）是莫斯科地鐵莫斯科河畔線的一個車站。科技園站開通於2015年12月28日，是在既有的地鐵區間中間新設的車站。車站自2013年開始建設，但實際上在2012年就開始建設。

## 外部連結
- Nagatino i-Land Information